# Estadio Martín Torres
El Estadio Martín Torres es un estadio de fútbol de Paraguay que se encuentra situado en el barrio Santísima Trinidad de la ciudad de Asunción. En este escenario, que cuenta con capacidad para 3000 personas, hace las veces de anfitrión el equipo de fútbol del club Sportivo Trinidense.

## Historia
El 26 de octubre de 2016 la Asociación Paraguaya de Fútbol anunció las mejoras a realizar al estadio debido al ascenso a Primera División del Sportivo Trinidense. Los trabajos incluyeron el sistema lumínico, vestuarios, cabinas para prensa y el empastado del campo de juego. A finales de enero de 2017 las torres del sistema lumínico fueron instalados.

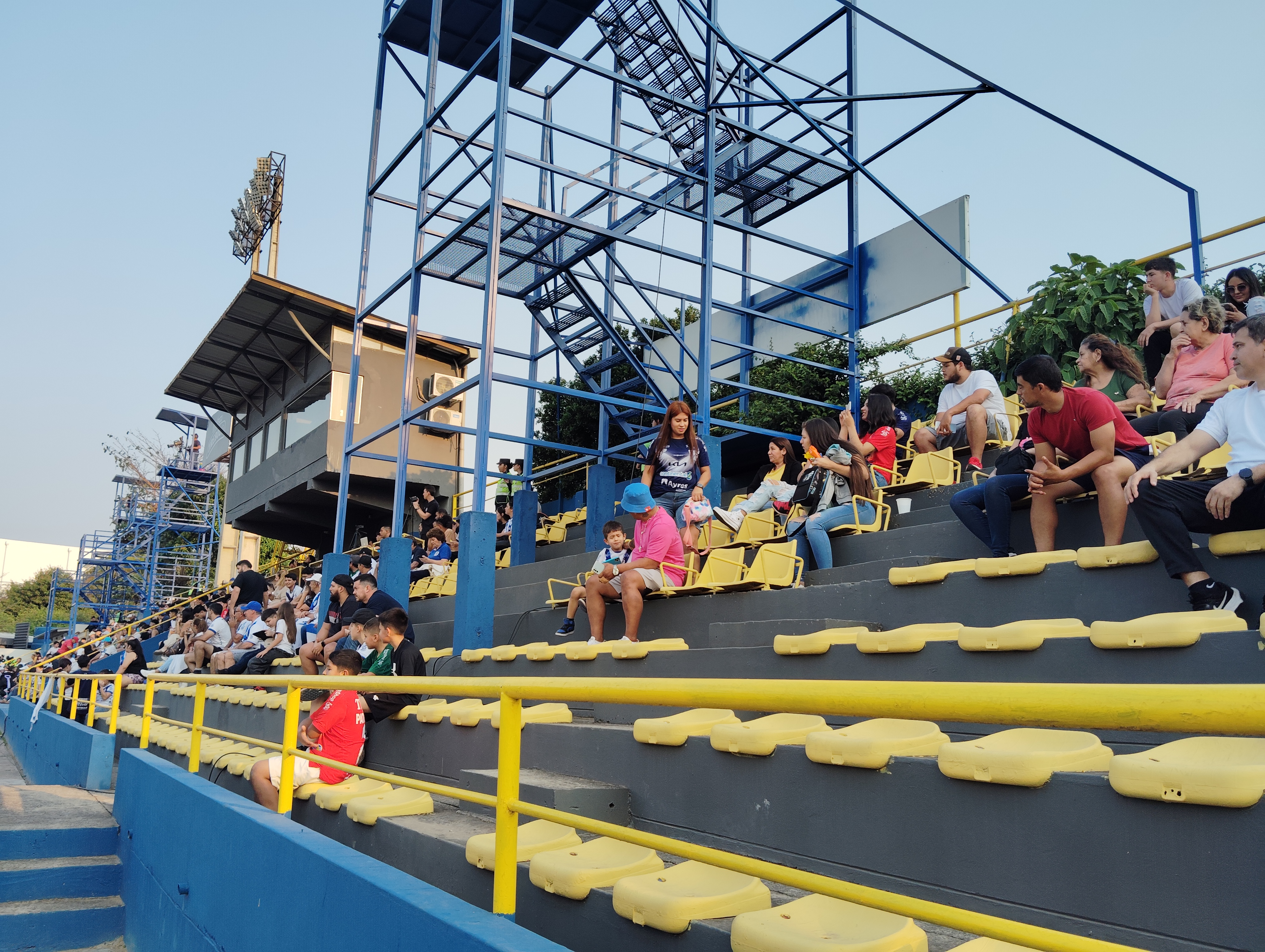
Vista de las graderías.

A mediados de marzo el estadio fue habilitado para recibir encuentros de la Primera División, de esta forma el club local recibirá en este recinto al club Guaraní por la séptima fecha del Torneo Apertura. En ese partido se inauguró oficialmente las mejoras en el estadio, así también se jugó el primer partido oficial en horario nocturno con victoria visitante por el marcador final de 1 - 2.